# Josh Brown
Joshua Brown (Tulsa, 29 aprile 1979) è un ex giocatore di football americano statunitense che gioca nel ruolo di placekicker per i New York Giants della National Football League (NFL). Fu scelto nel corso del settimo giro del Draft NFL 2003 dai Seattle Seahawks. Al college ha giocato a football all'Università del Nebraska.

## Carriera professionistica

### Seattle Seahawks
Brown fu scelto dai Seattle Seahawks come 222º assoluto nel Draft 2003. Nella sua stagione da rookie trasformò un field goal da 58 yard che sarebbe rimasto il suo massimo in carriera. Il 23 ottobre 2005, in una gara contro i Dallas Cowboys segnò due field goal da almeno 50 yard: uno da 55 e uno da 50 mentre il tempo andava esaurendosi, dando la vittoria alla sua squadra. Coi Seahawks quell'anno raggiunse il Super Bowl XL, il primo della storia della franchigia, perdendo contro i Pittsburgh Steelers.
Il 15 ottobre 2006, Brown calciò il field goal della vittoria da 54 yard contro i St. Louis Rams, nella gara terminata per 30-28. Anche se avrebbe dovuto essere una trasformazione da 49 yard, a Seattle era stata fischiata una penalità da 5 yard. Il 27 novembre 2006 pareggiò il suo primato personale segnando quattro field goal (tutti nel primo tempo) in un nevoso Monday Night Football contro i Green Bay Packers. La settimana successiva segnò da 51 yard il field goal della vittoria sui Denver Broncos, il quarto vincente nell'ultimo di gara in una sola stagione, un record NFL. Il 22 febbraio 2007, i Seahawks applicarono su di lui la franchise tag.
Il 18 novembre 2007, Brown si mise in evidenza mettendo a segno un placcaggio e quasi strappando il pallone al kick returner Devin Hester dei Chicago Bears dopo il calciò d'inizio del secondo tempo.

### St. Louis Rams
Il 29 febbraio 2008, Brown firmò coi St. Louis Rams divenendo il kicker più pagato della lega all'epoca. Il 13 agosto 2011, in una gara di pre-stagione contro gli Indianapolis Colts, segnò un field goal a 60 yard. Se si fosse trattato della stagione regolare, sarebbe stato un nuovo primato personale. Fu svincolato dai Rams nell'aprile 2012 che poi scelsero Greg Zuerlein nel Draft NFL 2012.

### New York Jets
Brown firmò coi New York Jets il 1º maggio 2012 per competere per il ruolo di titolare con Nick Folk. Fu svincolato il 27 agosto dello stesso anno.

### Cincinnati Bengals
Brown firmò coi Cincinnati Bengals il 6 dicembre 2012 a causa dell'infortunio di Mike Nugent, superando Neil Rackers e Billy Cundiff per il posto da titolare. Il 23 dicembre 2012 segnò il field goal della vittoria contro i Pittsburgh Steelers, assicurando ai Bengals la qualificazione ai playoff.

### New York Giants
Brown firmò coi New York Giants il 13 marzo 2013. Nella sua prima stagione con la franchigia trasformò 23 field goal su 26 tentativi, il più lungo dei quali da 52 yard. Nel 2015 fu convocato per il primo Pro Bowl in carriera al posto dell'infortunato Stephen Gostkowski.

## Palmarès

### Franchigia
- National Football Conference Championship: 1

Seattle Seahawks: 2005

### Individuale
- Convocazioni al Pro Bowl: 1

2015

## Statistiche
| Field goal provati   | 368 |
| Field goal segnati   | 308 |
| Field goal più lungo | 58  |

Statistiche aggiornate alla stagione 2015